# Efedraväxter
Efedraväxter (Ephedraceae) är den enda familjen i ordningen Ephedrales. Det finns bara ett släkte i efedrafamiljen, efedror (Ephedra) och omkring 40 arter. De är hemmahörande i södra Europa, Nordafrika, Nord- och Sydamerika och tempererade områden i Asien och tål torra miljöer.
Efedrorna är buskar som är i stort sett utan blad. Istället är de mycket förgrenade och stammarna är gröna. Vid första anblicken kan de påminna om en förvedad fräkenväxt. Efedror har inga egentliga blommor eller egentliga kottar utan svårdefinierade fertila bildningar som blir köttiga då de mognar och liknar bär. De tillhör inte blomväxterna och är inte heller några barrväxter, men de är fröväxter av en mycket gammal sort.

## Användning
Några arter innehåller ämnet efedrin och har därför använts som medicinalväxter. Efedrin blev klassat som läkemedel i Sverige 2005 och därmed förbjudet att säljas som livsmedel eller kosttillskott. Tillverkarna av viktminskningspreparat började då ersätta efedrin med synefrin som man utvinner ur skalet och den omogna frukten från pomerans i sina produkter.

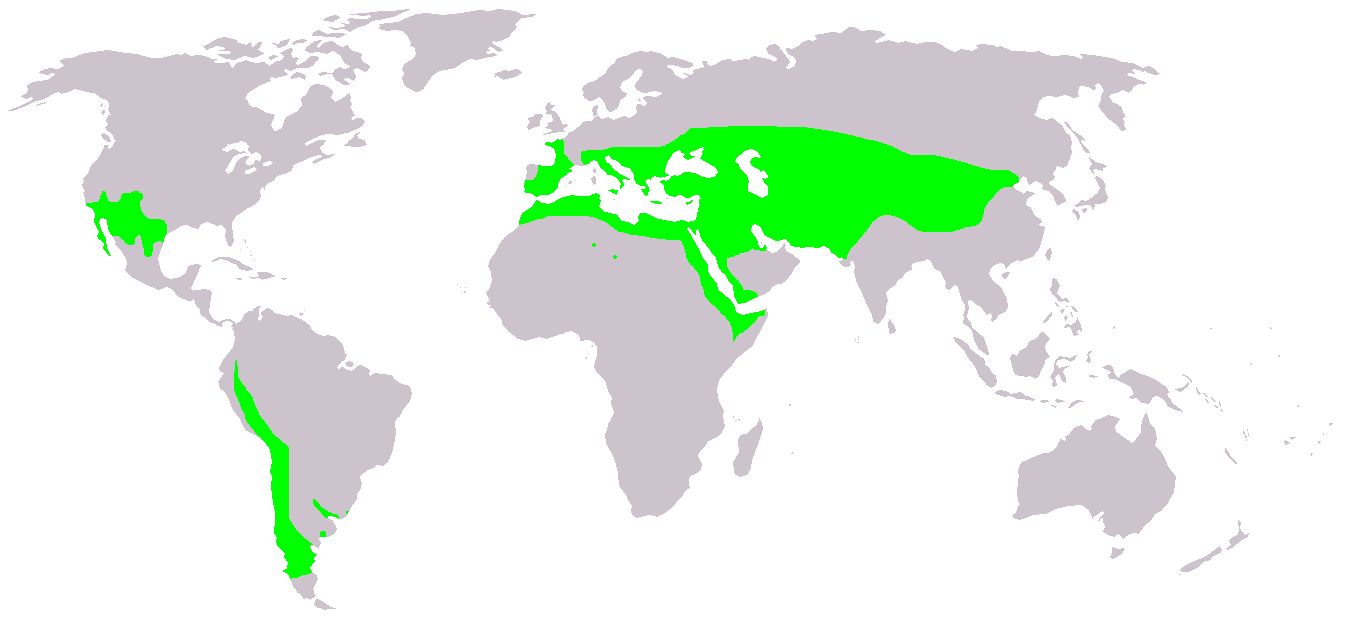
Den globala utbredningen av släktet Ephedra. Släktet är äldre än de nuvarande kontinenterna.

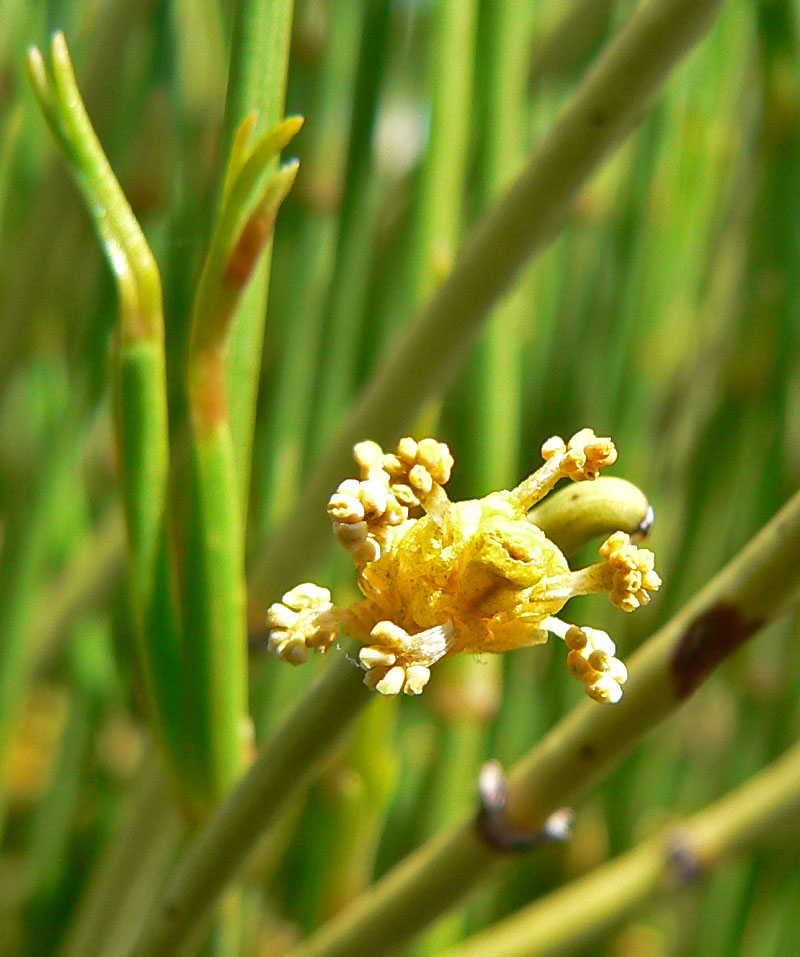
Hanliga delar med pollen hos Ephedra viridis.